# 班迪波拉縣
班迪波拉縣是印度的一個縣，位於該國北部，由查谟和克什米尔負責管轄，面積3,010平方公里，識字率為57.82%，2011年人口385,099，人口密度每平方公里128人。
34°25′12″N 74°39′00″E / 34.42000°N 74.65000°E